# Scheck-In
Scheck-In (eigentlich Scheck, In-Einkaufs-Center Achern GmbH) ist eine in Südwestdeutschland aktive Kette des Lebensmitteleinzelhandels mit Sitz im badischen Achern, die Lebensmittelmärkte unter den Bezeichnungen Scheck-In-Center, Nah & gut sowie Marktkauf betreibt. Scheck-In ist Teil des EDEKA-Verbunds.

## Geschichte
Basis der heutigen Unternehmensgruppe Scheck-In ist ein Lebensmittelladen, den die Eltern von Adolf Scheck, dem Gründer der Gruppe, 1946 eröffneten. Dieser wurde später durch Adolf Scheck übernommen und weitergeführt. 1982 wurde die erste Filiale in Bühlertal in einem durch Scheck übernommenen Markt eröffnet. 1996 wurde in Achern der erste großflächige Markt unter der Bezeichnung Scheck-In-Center eröffnet. Im Zuge der vollständigen Übernahme der Marktkauf Holding durch die Edeka-Gruppe wurden einige Märkte durch Scheck-In übernommen und weitergeführt.

## Filialen
Aktuell bestehen folgende Betriebsstätten:
- Scheck-In-Center: Achern, Baden-Baden, Brühl (ab Herbst 2025), Bühlertal, Frankfurt-Niederrad, Frankfurt-Ostend, Frankfurt-Sachsenhausen,  Heidelberg/Kurfürstenanlage, Heidelberg-Bahnstadt, Karlsruhe/Mendelssohnplatz, Karlsruhe-Durlach, Kuppenheim-Oberndorf, Mainz-Weisenau, Offenbach, Sinzheim
- Marktkauf Scheck-In: Mannheim-Neckarau, Mannheim-Wohlgelegen, Weinheim, Wörth am Rhein

## Auszeichnungen
Bereits mehrfach wurden Märkte der Gruppe ausgezeichnet:
- Supermarkt des Jahres 1999 (Markt Achern) und 2003 (Markt Karlsruhe/Mendelssohnplatz) der Zeitschrift Lebensmittel Praxis
- Goldener Zuckerhut 2004 der Lebensmittel Zeitung (Gesamtunternehmen)
- Store of the Year 2007 des Handelsverbands Deutschland (Markt Baden-Baden)
- sowie mehrere Edeka-interne Titel